# 沃尔夫冈·韦伯
沃尔夫冈·韦伯（德語：Wolfgang Weber，1944年6月26日—），德国男子足球运动员。他曾代表西德参加1966年和1970年国际足联世界杯，其中1966年世界杯获得亚军，1970年世界杯获得季军。